# Alain Corneau
Alain Corneau (7. srpna 1943 Meung-sur-Loire, Loiret, Francie – 30. srpna 2010 Paříž) byl francouzský filmový režisér a scenárista. Původním povoláním byl hudebník.

## Život
Pracoval s režisérem Costou-Gavrasem jako jeho asistent. Tehdy také poprvé spolupracoval s francouzským hercem Yvesem Montandem, se kterým se setkal ještě několikrát během své kariéry.
V roce 1989 natočil podle knihy italského spisovatele Antonia Tabucchiho film Indické nokturno (Nocturne indien) s Jeanem-Huguesem Angladem v hlavní roli.
Zemřel v pařížské nemocnici, příčinou úmrtí byla rakovina.

## Filmografie
- Le Deuxième souffle (2007)
- Les Mots bleus (2004)
- Strach a chvění (Stupeur et tremblements, 2003)
- Le prince du pacifique (2000)
- Le cousin (1997)
- Le nouveau monde (1995)
- Všechna jitra světa (Tous les matins du monde, 1991)
- Indické nokturno (Nocturne indien, 1989)
- Le mome (1986)
- Pevnost Saganne (Fort Saganne, 1984)
- Le choix des armes (1981)
- Série noire (1979)
- La menace (1977)
- Police Python 357 (1975)
- France société anonyme (1974)